# Dżafar Chan
Dżafar Chan Zand (pers. جعفر خان زند; zm. 23 stycznia 1789 roku w Szirazie) – szach Persji od 17 lutego 1785 roku aż do swojej śmierci, siódmy i trzeci od końca władca z dynastii Zandów. Przyrodnim bratem jego ojca był Karim Chan, pierwszy i najsilniejszy władca z dynastii. Jego ojciec, Sadegh Chan - nieślubny syn Inagh Chan Zanda - sprawował władzę w latach 1779–1781. Synem Dżafara był z kolei Lotf Ali Chan, panujący w latach 1789–1794.
Po śmierci ojca, zamordowanego na polecenie następcy Alego Morada Chana, poprzysiągł zabić Alego, czego dokonał po czterech latach i sam przejął władzę. Był zdolnym dowódcą wojskowym i kilkukrotnie pokonał Agha Mohammada Chana Kadżara, stale wszczynającego rebelie wobec zmieszania w dynastii Zandów. Zginął otruty przez niewolnicę (potem dobity mieczem), przekupioną przez innego członka klanu Zandów, Sejd Morada Chana Zanda. Dowodził on spiskowi i na kilka miesięcy został kolejnym szachem.